# TCG (álbum)
TCG é o primeiro álbum oficial das The Cheetah Girls,já que anteriormente as Cheetah só gravaram trilhas sonoras e um disco com músicas natalinas.
Ele foi lançado em setembro e só gerou o single "Fuego", porque as Cheetah Girls foram em menos de quatro meses gravar seu terceiro filme, The Cheetah Girls:Um Mundo, na Índia.

## Sobre o CD
As Cheetah Girls começaram com um musical do Disney Channel, em 2003, e em 2005 viraram um grupo real.
Elas gravavam músicas pras trilhas de seus filmes, que geralmente passavam mensagens de amizade, e chegaram a gravar músicas pros infantis "Chicken Little" e "Carros". Além das regravações para a série Disneymania.
Em 2007, elas estavam a fim de algo mais real.
"Nós vamos poder mostrar o que temos a dizer para os nossos fãs. [...] Vamos compor as músicas, acompanhar o processo de produção [...].", disse Kiely Williams.
Adrienne também disse que os fãs começariam à ve-las como Adrienne, Kiely e Sabrina, e não as personagens do filme.
Depois de lançado, o CD estreou em 44º lugar no "U.S. Billboard 200", mas rendeu apenas um single e não teve uma turnê, porque as Cheetah Girls foram gravar o filme The Cheetah Girls: One World, menos de 4 meses depois.

## Faixas
| Faixa | Música               | Autores                                                                                               | Duração |
| ----- | -------------------- | --- | ------- |
| 1     | "Fuego"              | Jonathan "J.R." Rotem,E. Kidd Bogart, Elan Rivera, Kiely Williams, Adrienne Bailon, Sabrina Bryan     | 3:28    |
| 2     | "Uh Oh"              | Leah Hoywood,Daniel James,Shelly Peiken,Kiely Williams, Adrienne Bailon, Sabrina Bryan                | 3:14    |
| 3     | "Human"              | Matthew Gerrard, Kara Dioguard, Jade Vilalon                                                          | 3:53    |
| 4     | "So Bring It On"     | Leah Hoywood,David Norland, Shelly Peiken, Kiely Williams, Adrienne Bailon, Sabrina Bryan             | 2:59    |
| 5     | "Break Out This Box" | Theron Otis Feemster, Dixon JC Chasez, Claudy Kelly, Courtney Harrell, Adrienne Bailon, Sabrina Bryan | 3:50    |
| 6     | "Crash"              | RedOne, Steve Lunt, Kristal "Tylewriter" Oliver                                                       | 3:35    |
| 7     | "Do No Wrong"        | Jonathan "J.R." Rotem, E. Kidd Bogart,Makeba                                                          | 3:25    |
| 8     | "All In Me"          | Andrew Bojanic, Elysa James, Elizabeth Hopper                                                         | 3:28    |
| 9     | "Off The Wall"       | Tsuyashi Takayanagi, Emmanuel Obeng, Kiely Williams, Adrienne Bailon, Sabrina Bryan                   | 3:47    |
| 10    | "Who We Are"         | Kevin Kadish, Angie Apara                                                                             | 3:04    |
| 11    | "Homesick"           | Kiely Williams                                                                                        | 3:31    |

## Desempenho
| Parada (2007) | Posição | Vendas  |
| ------------- | ------- | ------- |
| Billboard 200 | 44      | 126,000 |

## Datas de lançamento
| Região         | Data                   |
| -------------- | ---------------------- |
| Estados Unidos | 25 de Setembro de 2007 |
| Hong Kong      | 25 de Setembro de 2007 |
| Reino Unido    | 4 de Outubro de 2007   |
| Irlanda        | 6 de Novembro de 2007  |
| Suíça          | 21 de Novembro de 2007 |
| Canadá         | 7 de Fevereiro de 2008 |
| Japão          | 8 de Março de 2008     |
| Austrália      | 10 de Junho de 2008    |
| Alemanha       | 31 de Outubro de 2008  |
| Itália         | 9 de Novembro de 2008  |